# ماريو سبيري
خوسيه ماريو سبيري (بالبرتغالية: José Mário Sperry؛ مواليد مواليد 26 سبتمبر 1966) كان مُقاتل فنون قتالية مختلطة برازيلي.

## وصلات خارجية
- ماريو سبيري على موقع شيردوغ (الإنجليزية)
- ماريو سبيري على موقع IMDb (الإنجليزية)